# La Matraca
La Matraca és una revista satírica valenciana fundada per Josep Calpe de Sabina en 1916. És una escissió de La Traca, revista de la que el mateix Calpe va ser director.
En abril de 1916 es produeix un trencament entre el director de La Traca, Vicent Miguel Carceller i el seu soci capitalista Josep Calpe, qui amb un grup d'antics redactors de la revista fundaria una nova publicació imitadora de l'humor i estètica de l'original, però amb un humor més suau, ja que els redactors s'escindeixen en considerar que Carceller traeix l'esperit original de La Traca publicant acudits massa pujats de to per a vendre més exemplars, tot i arriscar-se a patir moltes multes i suspensions que, en efecte, ocorren durant tot el període.
La Matraca va publicar el primer número el 21 d'abril de 1916, amb el mateix subtítol que l'original (setmanari per a la gent de tro) i autodefinint-se com a filla de La Traca. La Matraca imitava el to i reutilitzava fins i tot alguns dels personatges de La Traca (com la Nasia). En el primer número, Calpe es proposava com a alternativa a Carceller, fent una carta oberta a antics col·laboradors oferint-los participar en el nou projecte. En el número del 22 d'abril de 1916, Carceller definirà al nou setmanari de timo i imitació. Les baixes vendes, i el fracàs d'alguns dels esdeveniments ideats per a promocionar la nova capçalera portarien a la fallida econòmica del projecte, que duraria poc més de quatre mesos i faria que el director haguera d'abandonar la ciutat.

## Galeria

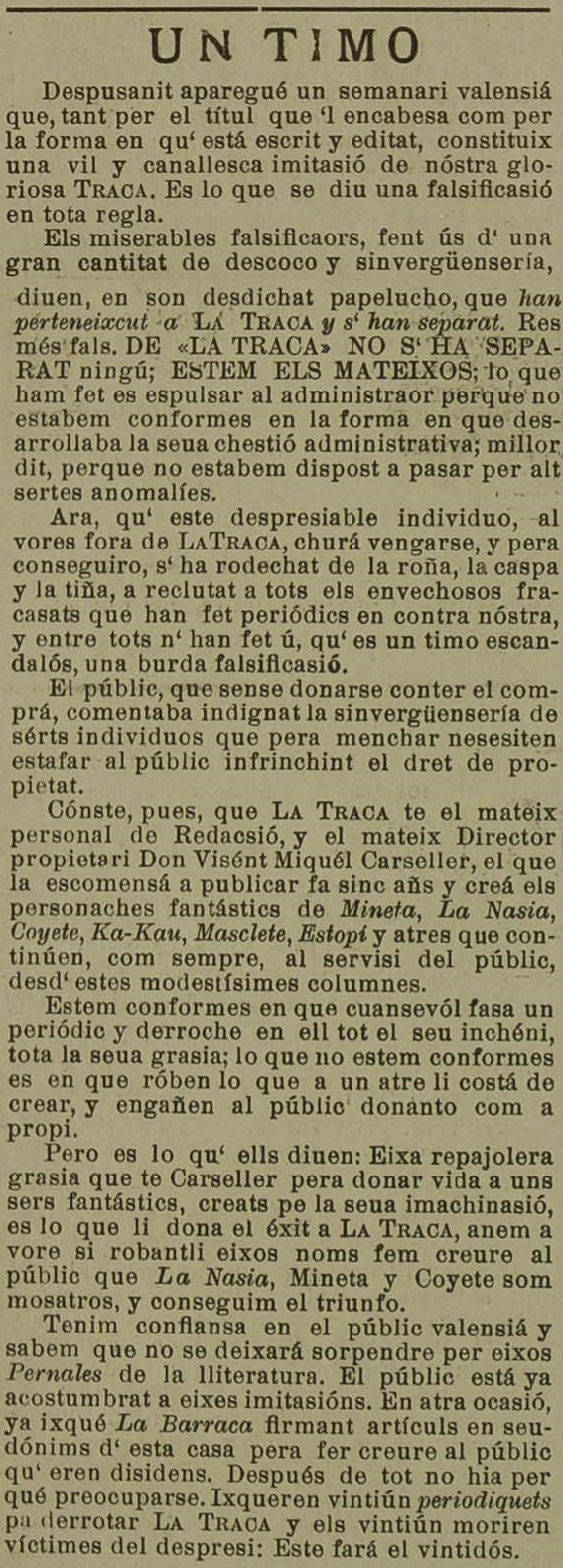
Columna de La Traca qualificant d'estafa el nou setmanari